# سباستيان سانشيز
سباستيان سانشيز (بالإسبانية: Sebastián Sánchez)‏ (4 أبريل 1989 في الأوروغواي - ) هو لاعب كرة قدم أوروغواني في مركز الوسط. لعب مع Tacuarembó F.C. ‏.

## وصلات خارجية
- سباستيان سانشيز على موقع قاعدة بيانات كرة القدم.إي يو (الإنجليزية)
- سباستيان سانشيز على موقع Soccerway.com (الإنجليزية)